# Jules Ducret
Jules Ducret (fl. XIX secolo) è stato un ginnasta svizzero.
Partecipò ai Giochi della II Olimpiade che si svolsero a Parigi nel 1900. Prese parte alla gara di ginnastica di esercizi combinati dove giunse diciannovesimo.